# Net Idol
Net Idol (ou Idole du Net en français) est un terme anglais (traduction du japonais ネットアイドル, netto aidoru) désignant une personne qui réalise son ambition de célébrité grâce à Internet. Contrairement à la célébrité Internet, un/une net idol est plus axé(e) sur la culture populaire japonaise[réf. nécessaire]